# Mauricio Rojas Ortega
Mauricio Alejandro Rojas Ortega (Quillota, Chile, 14 de abril de 1987) es un futbolista chileno. Su último club fue como defensa en Magallanes de la Primera División B de Chile.

## Clubes
| Club                 | País  | Año         |
| -------------------- | ----- | ----------- |
| San Luis de Quillota | Chile | 2007 - 2011 |
| Magallanes           | Chile | 2012 - 2013 |

## Títulos

### Campeonatos nacionales
| Título    | Club     | País  | Año    |
| --------- | -------- | ----- | ------ |
| Primera B | San Luis | Chile | 2009-C |